# Autódromo José Carlos Bassi
El Autódromo Internacional José Carlos Bassi (anteriormente Autódromo Internacional de La Pedrera), también conocido por su seudónimo La Pedrera por el parque que se encuentra englobado dentro de sus límites, es una pista de competiciones de deporte motor ubicado en la localidad de Villa Mercedes, Provincia de San Luis, República Argentina. Inaugurado el 12 de mayo de 2017 con motivo de la organización de la quinta fecha del campeonato de Turismo Carretera, se constituyó como el tercer circuito de carreras ubicado en la Provincia de San Luis.
Este circuito fue proyectado en los alrededores del Parque La Pedrera de 66 hectáreas y forma parte de un paquete de obras que incluye la creación de dos estadios cubiertos, un anfiteatro, escuelas y un hospital con residencia para profesionales, los cuales estarán ubicados dentro de los límites del circuito. Este complejo, se encuentra adyacente al barrio La Ribera de la ciudad de Villa Mercedes.
Fue inaugurado el 12 de mayo de 2017, con su habilitación al público para acceder a la competencia de Turismo Carretera desarrollada el 14 de mayo de 2017 y posteriormente fue bautizado oficialmente en esta última fecha, con el nombre de "José Carlos Bassi", expiloto de rally oriundo de San Luis que fue campeón de la especialidad a nivel nacional y que fue responsable de los rediseños de los autódromos Rosendo Hernández y Potrero de los Funes.
El trazado tiene 4368 metros de longitud. Una particularidad por la que asombra este circuito es su recta principal considerada como "la recta de un autódromo más ancha del mundo" con 30 metros de anchura.
La primera competencia desarrollada en este circuito finalizó con la victoria de Agustín Canapino, al comando de un Chevrolet Chevy, seguido de Facundo Ardusso (Torino Cherokee) y Gabriel Ponce de León (Ford Falcon).
El proyecto y construcción de esta megaobra pertenece a la firma Rovella Carranza S.A., la cual contó con la colaboración de Vialidad Nacional y el Gobierno de la Provincia de San Luis.

## Características
El Autódromo José Carlos Bassi fue presentado por la firma Rovella Carranza S.A., como el componente principal del paquete de obras que conforma el proyecto del Parque La Pedrera, ubicado en la ciudad de Villa Mercedes. El objetivo, fue el de presentar un circuito que cumpla con las normas establecidas por la Federación Internacional del Automóvil, que le permitan tener rango de autódromo internacional. Asimismo, el proyecto estipuló la posibilidad de convertir al circuito en una avenida de doble sentido de circulación, con ciclovías incluidas, con el objeto de ser útiles en las épocas cuando no se desarrollen eventos deportivos. Según lo establecido en la memoria descriptiva del pliego, sus características tanto técnicas como dimensionales, sumadas a la homologación de FIA, le permitirían ser considerado como el circuito de carreras más importante de Argentina y Sudamérica, permitiendo el desarrollo de distintas categorías en el mismo.
La pista se encuentra conformada por una recta principal de 830 metros de largo por 30 de ancho. Al finalizar la recta, la calzada va disminuyendo gradualmente hasta los 20 metros de ancho en el resto del circuito, cuya longitud totaliza los 4.380,11 metros. Frente a la recta principal se encuentra la calle de boxes compuesta por un bloque de 50 cubículos. Detrás de ellos se encuentra el playón de estacionamiento para las unidades de transporte de los equipos, los cuales también pueden ser utilizados por particulares en caso de no existir eventos. La infraestructura se completa con tres tribunas con capacidad para 1000 personas, bajo cuyas estructuras se encuentran alojados los sanitarios y un cuartel de bomberos.
Distintos ítems como los sistemas de defensas del circuito para los competidores, caminos de emergencia para acceso de los vehículos de rescate, túnel de ingreso vehicular, pasarela peatonal, iluminación y elementos de protección acústica entre otros, completan la infraestructura del circuito.

## Ganadores

### Turismo Carretera
| Fecha                    | Piloto           | Automóvil       |
| ------------------------ | ---------------- | --------------- |
| 14 de mayo de 2017       | Agustín Canapino | Chevrolet Chevy |
| 24 de septiembre de 2017 | Emanuel Moriatis | Ford Falcon     |
| 30 de septiembre de 2018 | Julián Santero   | Dodge Cherokee  |